# Дзвінок у двері
«Дзвінок у двері» (англ. The Doorbell Rang) — роман Рекса Стаута, написаний в 1965 році. У ньому розкриваються незаконні методи діяльності ФБР, яке тероризувало американських громадян, викривається міф про «свободу особистості» в США.

## Головні герої
- Ніро Вульф — приватний детектив.
- Арчі Гудвін (від його імені і ведеться розповідь) — приватний детектив, помічник Ніро Вулфа.